# Gleison Bremer
Gleison Bremer Silva Nascimento, född 18 mars 1997 i Itapitanga, är en brasiliansk fotbollsspelare (mittback) som spelar för Juventus i Serie A.

## Klubbkarriär

### Torino
Den 10 juli 2018 värvades Bremer av italienska Torino, där han skrev på ett femårskontrakt. I februari 2022 skrev Bremer på ett nytt kontrakt med Torino som gäller till sista juni 2024.

### Juventus
Den 20 juli 2022 värvades Bremer av Juventus, där han skrev på ett femårskontrakt.

## Landslagskarriär
I november 2022 blev Bremer uttagen i Brasiliens trupp till VM 2022.

## Meriter
Individuellt
- Årets försvarare i Serie A: 2021/2022[5]